# Scymnus pallens
Scymnus pallens är en skalbaggsart som beskrevs av Leconte 1852. Scymnus pallens ingår i släktet Scymnus och familjen nyckelpigor. Inga underarter finns listade i Catalogue of Life.